# PzKpfw I Ausf A - Flammenwerfer
De Flammenwerfer auf Panzerkampfwagen I Ausf A was een lichte tank met een vlammenwerper. De pantser werd door het Duitse Afrika Korps gebruikt in Noord-Afrika tijdens de Tweede Wereldoorlog.

## Achtergrond
Tijdens de Spaanse Burgeroorlog van 1936 tot 1939 werd de PzKpfw I Ausf B - Sd.Kfz. 101 reeds tot een variant met vlammenwerper omgevormd. In de voorbereiding van de aanval op Tobroek Egypte, voerden de Duitse ingenieurs van de 5e Lichte Pantserdivisie, Afrika Korps eenzelfde conversie uit maar nu met de PzKpfw I Ausf A - Sd.Kfz. 101. De draagbare infanterievlammenwerper Model 40 werd in de plaats van het rechtermachinegeweer geplaatst. De benzinecapaciteit liet toe om een vlam gedurende 10 tot 12 keer te laten branden over een bereik van 25 meter.

## Dienstjaren
De Flammenwerfer auf Panzerkampfwagen I Ausf A werd in Noord-Afrika gebruikt door de 5e lichte Pantserdivisie van het Afrika Korps.